# Torre Qawra

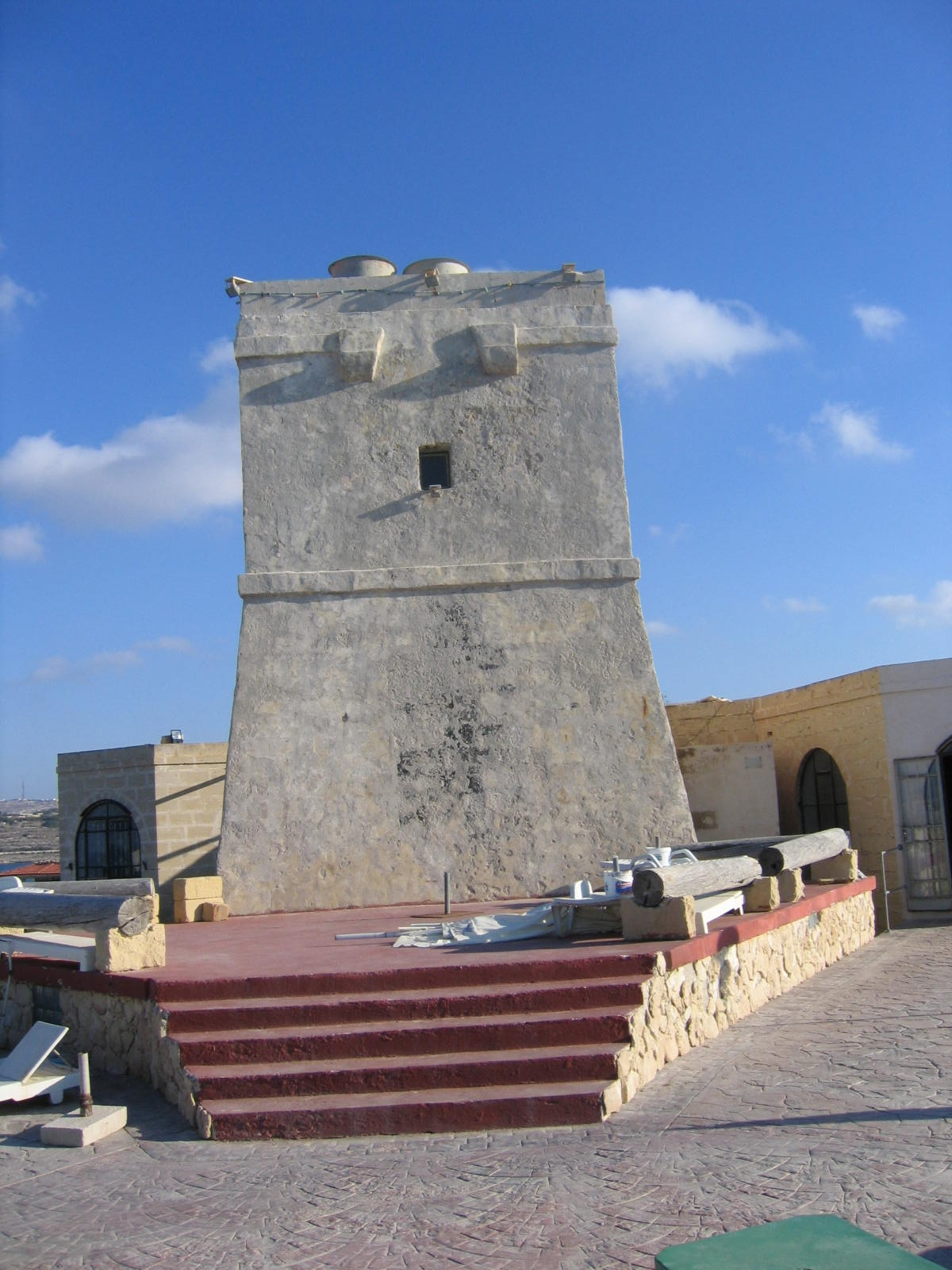
Torre Qawra

La Torre Qawra és una fortificació de l'illa de Malta construïda per l'Orde de Sant Joan de Jerusalem el 1637. Es tracta d'una fortificació petita, amb un ús gairebé exclusiu de guaita. Localment és coneguda com a Fra Ben Tower. A l'oest vigila l'entrada de St. Paul's Bay i a l'oest vigila Salina Bay amb la Torre Għallis. Fou construïda durant el magisteri del Gran Mestre Jean de Lascaris-Castellar, cosa que la fa una de les 5 Torres Lascaris.
El 1715 van reforçar el punt per tal de situar-hyi una bateria. Actualment l'espai que ocupava la bateria és un restaurant i una piscina, amb una restauració que ha comportat l'addicció de materials moderns i altres elements que l'han desnaturalitzat. El 1659, amb la construcció de la Torre Għallis, una de les Torres de Redín es va completar la comuniació visutal entre Gozo i La Valletta.